# Journée du logiciel libre
Ne doit pas être confondu avec Journées du logiciel libre de Lyon.

Logo de la journée du logiciel libre.

La journée du logiciel libre (également connue en anglais sous l'appellation « Software Freedom Day ») est une manifestation mondiale annuelle instaurée en 2004 dans le but d'initier le public au logiciel libre  à l'échelle mondiale, par son utilisation personnelle, dans l'éducation, l'économie ou par les gouvernements.
Cette journée est l'occasion de militer pour la reconnaissance de la dimension sociale du logiciel libre. C'est un évènement majeur du mouvement du logiciel libre soutenu par la Free Software Foundation avec l'utilisation de sa plate-forme communautaire LibrePlanet.

## Historique
La journée du logiciel libre est créée en 2004 et organisée dès l'origine par un organisme australien à but non lucratif connu sous l'appellation Software Freedom International.

### Manifestations passées
Cette section ne s'appuie pas, ou pas assez, sur des sources secondaires ou tertiaires indépendantes du sujet.

Pour l'améliorer, ajoutez-en, ou placez des modèles {{Source secondaire souhaitée}} ou {{Source secondaire nécessaire}} sur les passages mal sourcés. (décembre 2023)
| Année             | Équipes | Pays |
| ----------------- | ------- | ---- |
| 28 août 2004      | 12      | N/A  |
| 10 septembre 2005 | 136     | 60   |
| 16 septembre 2006 | 180     | 70   |
| 15 septembre 2007 | 286     | 80   |
| 20 septembre 2008 | 563     | 90   |
| 19 septembre 2009 | 700     | 90   |
| 18 septembre 2010 | 397     | 90   |
| 17 septembre 2011 | 442     | 87   |
| 15 septembre 2012 | 301     | 73   |
| 21 septembre 2013 | 316     | 81   |
| 20 septembre 2014 | 197     | 59   |
| 19 septembre 2015 | 141     | 47   |
| 17 septembre 2016 | 128     | 51   |
| 16 septembre 2017 | 88      | 44   |
| 15 septembre 2018 | 71      | 37   |
| 21 septembre 2019 | 59      | 36   |
| 19 septembre 2020 | 18      | 18   |
| 18 septembre 2021 | 60      | 28   |
| 17 septembre 2022 | 43      | 20   |
| 16 septembre 2023 | 49      | 30   |

## Fonctionnement
Cet évènement mondial est organisé par la Digital Freedom Foundation et s'appuie sur la participation d'équipes locales autonomes.

## Commanditaires
La journée du logiciel libre est soutenue financièrement par des acteurs majeurs du Libre comme Mozilla, Canonical, la FSF ou la FSFE. D'autres acteurs de l'industrie informatique soutiennent également cette manifestation comme Google.

## Coordination par le SFI

### Anciens membres du conseil d'administration
- Pia Waugh (présidente)